# Léon-Adolphe Amette

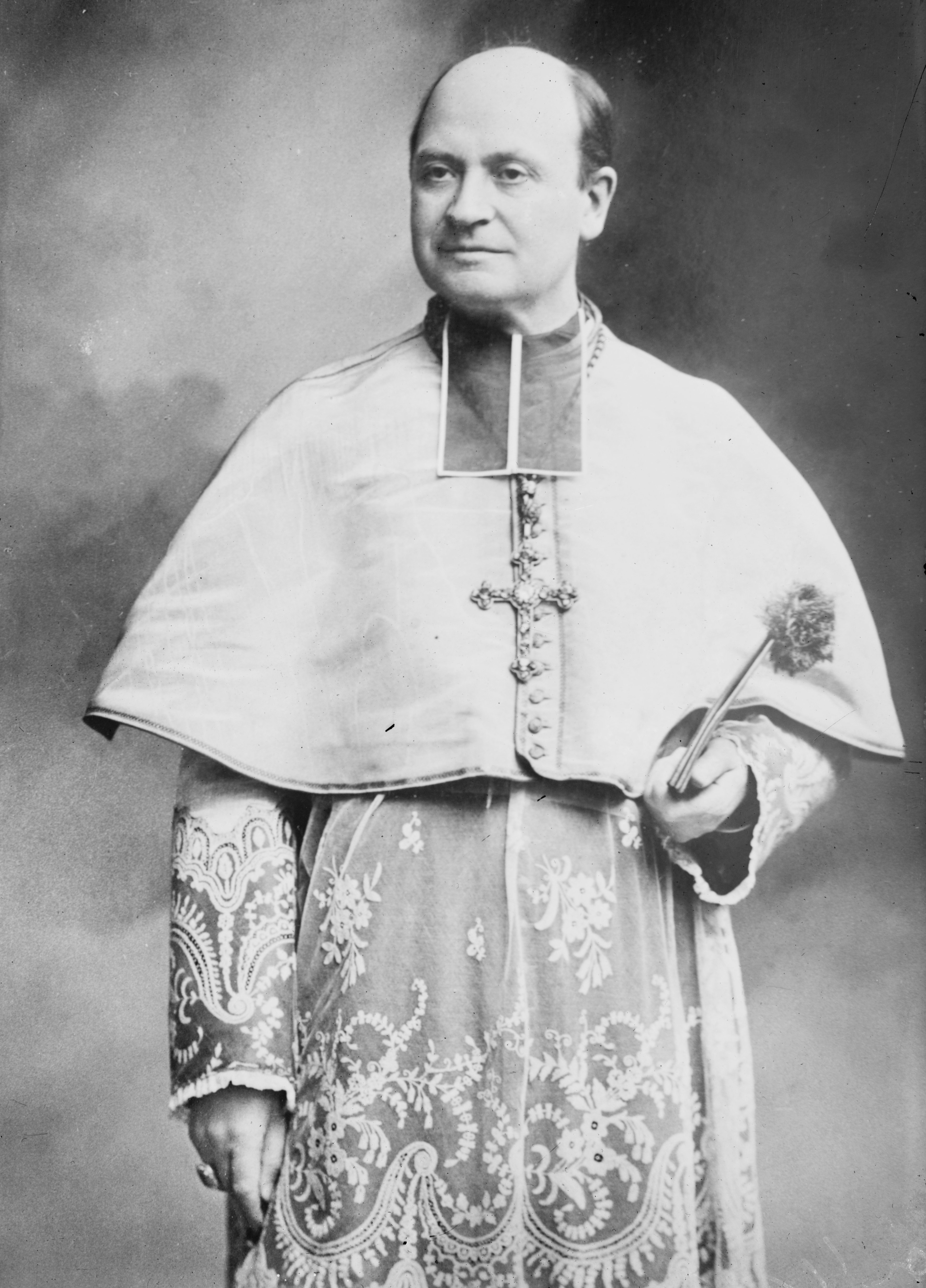
Léon-Adolphe Kardinal Amette (1913)

Wappen von Léon-Adolphe Kardinal Amette

Léon-Adolphe Kardinal Amette (* 6. September 1850 in Douville-sur-Andelle, Frankreich; † 29. August 1920 in Antony bei Paris) war Erzbischof von Paris.

## Leben
Léon-Adolphe Amette trat nach seiner Schulzeit in Évreux in das Priesterseminar von Saint-Sulpice ein und studierte dort die Fächer Philosophie und Katholische Theologie. 1873 empfing er das Sakrament der Priesterweihe und wurde anschließend persönlicher Sekretär des Bischofs von Évreux. Von 1889 bis 1898 leitete er in Évreux als Generalvikar die Verwaltung des Bistums. Während der Sedisvakanz 1890 führte er zudem die Amtsgeschäfte.
1898 wurde er von Papst Leo XIII. zum Bischof von Bayeux ernannt. Die Bischofsweihe spendete ihm der Erzbischof von Rouen, Guillaume-Marie-Romain Kardinal Sourrieu; Mitkonsekratoren waren François Sueur, Erzbischof von Avignon, und Philippe Meunier, Bischof von Évreux. 1906 wurde Amette Koadjutorerzbischof von Paris und Titularerzbischof von Side. 1908 wurde er Erzbischof von Paris. Papst Pius X. nahm ihn am 27. November 1911 als Kardinalpriester mit der Titelkirche Santa Sabina in das Kardinalskollegium auf. Er nahm am Konklave 1914 zur Wahl von Benedikt XV. teil.
Léon-Adolphe Amette starb am 29. August 1920 und wurde in der Kathedrale Notre-Dame de Paris beigesetzt.